# Legge di conservazione del numero fermionico
La legge di conservazione del numero fermionico è una legge fisica introdotta nell'ambito della fisica delle particelle: essa stabilisce che, nelle reazioni tra particelle, il numero totale di fermioni meno il numero totale di antifermioni si conserva in tutte le interazioni fondamentali.

## Origine
Si potrebbe quindi definire un nuovo numero quantico denominato numero fermionico, che valga +1 per i fermioni e -1 per gli antifermioni. Tuttavia, dato che sia i leptoni che i barioni sono fermioni, o meglio i fermioni si distinguono in leptoni e barioni, questa legge rappresenta il caso generale delle più note Legge di conservazione del numero leptonico e Legge di conservazione del numero barionico.